# 250164 Hannsruder
250164 Hannsruder este un asteroid din centura principală de asteroizi.

## Descriere
250164 Hannsruder este un asteroid din centura principală de asteroizi. A fost descoperit pe 10 octombrie 2002 la Trebur de Mike Kretlow. Asteroidul prezintă o orbită caracterizată de o semiaxă mare de 2,54 ua, o excentricitate de 0,23 și o înclinație de 1,9° în raport cu ecliptica.